# Simboli logici
Nella logica, un insieme di simboli esprime comunemente una rappresentazione logica. La seguente tabella elenca molti simboli comuni insieme con il loro nome, la pronuncia, e il relativo campo di applicazione nella matematica. Inoltre, la terza colonna contiene una definizione informale, la quarta colonna indica un breve esempio, la quinta e la sesta danno il percorso Unicode e il tag per l'uso nei documenti HTML. L'ultima colonna fornisce il simbolo LaTeX.
Al di fuori della logica, diversi simboli assumomo significati diversi, a seconda del contesto.

## Simboli logici di base
| Simbolo | Nome                                           | Spiegazione | Esempi                                                                                        | Valore Unicode                              | Nome HTML             | Simbolo LaTeX |
| Simbolo | Si legge come                                  | Spiegazione | Esempi                                                                                        | Valore Unicode                              | Nome HTML             | Simbolo LaTeX |
| Simbolo | Categoria                                      | Spiegazione | Esempi                                                                                        | Valore Unicode                              | Nome HTML             | Simbolo LaTeX |
| ------- | ---------------------------------------------- | --- | --------------------------------------------------------------------------------------------- | ------------------------------------------- | --------------------- | --- |
| ⇒ → ⊃   | implicazione logica                            | A ⇒ B è vera nel solo caso in cui A è falsa oppure B è vera. → può avere lo stesso significato del simbolo ⇒ il simbolo può indicare il dominio o il codominio di una funzione matematica). ⊃ può significare lo stesso del simbolo ⇒ (il simbolo può avere il significato di inclusione). | x = 2 ⇒ x2 = 4 è vera, ma x2 = 4 ⇒ x = 2 è in generale falsa (infatti, x potrebbe valere −2). | U+21D2 U+2192 U+2283                        | &rArr; &rarr; &sup;   | {\displaystyle \Rightarrow }\Rightarrow {\displaystyle \to }\to {\displaystyle \supset }\supset {\displaystyle \implies }\implies                       |
| ⇒ → ⊃   | implica; se… allora                            | A ⇒ B è vera nel solo caso in cui A è falsa oppure B è vera. → può avere lo stesso significato del simbolo ⇒ il simbolo può indicare il dominio o il codominio di una funzione matematica). ⊃ può significare lo stesso del simbolo ⇒ (il simbolo può avere il significato di inclusione). | x = 2 ⇒ x2 = 4 è vera, ma x2 = 4 ⇒ x = 2 è in generale falsa (infatti, x potrebbe valere −2). | U+21D2 U+2192 U+2283                        | &rArr; &rarr; &sup;   | {\displaystyle \Rightarrow }\Rightarrow {\displaystyle \to }\to {\displaystyle \supset }\supset {\displaystyle \implies }\implies                       |
| ⇒ → ⊃   | logica proposizionale, Algebra di Heyting      | A ⇒ B è vera nel solo caso in cui A è falsa oppure B è vera. → può avere lo stesso significato del simbolo ⇒ il simbolo può indicare il dominio o il codominio di una funzione matematica). ⊃ può significare lo stesso del simbolo ⇒ (il simbolo può avere il significato di inclusione). | x = 2 ⇒ x2 = 4 è vera, ma x2 = 4 ⇒ x = 2 è in generale falsa (infatti, x potrebbe valere −2). | U+21D2 U+2192 U+2283                        | &rArr; &rarr; &sup;   | {\displaystyle \Rightarrow }\Rightarrow {\displaystyle \to }\to {\displaystyle \supset }\supset {\displaystyle \implies }\implies                       |
| ⇔ ≡ ↔   | coimplicazione logica                          | A ⇔ B è vera soltanto se A e B sono entrambe vere o entrambe false. | x + 5 = y + 2 ⇔ x + 3 = y                                                                     | U+21D4 U+2261 U+2194                        | &hArr; &equiv; &harr; | {\displaystyle \Leftrightarrow }\Leftrightarrow {\displaystyle \equiv }\equiv {\displaystyle \leftrightarrow }\leftrightarrow {\displaystyle \iff }\iff |
| ⇔ ≡ ↔   | coimplica; se e solo se                        | A ⇔ B è vera soltanto se A e B sono entrambe vere o entrambe false. | x + 5 = y + 2 ⇔ x + 3 = y                                                                     | U+21D4 U+2261 U+2194                        | &hArr; &equiv; &harr; | {\displaystyle \Leftrightarrow }\Leftrightarrow {\displaystyle \equiv }\equiv {\displaystyle \leftrightarrow }\leftrightarrow {\displaystyle \iff }\iff |
| ⇔ ≡ ↔   | logica proposizionale                          | A ⇔ B è vera soltanto se A e B sono entrambe vere o entrambe false. | x + 5 = y + 2 ⇔ x + 3 = y                                                                     | U+21D4 U+2261 U+2194                        | &hArr; &equiv; &harr; | {\displaystyle \Leftrightarrow }\Leftrightarrow {\displaystyle \equiv }\equiv {\displaystyle \leftrightarrow }\leftrightarrow {\displaystyle \iff }\iff |
| ¬ ˜ !   | negazione                                      | La proposizione ¬A è vera se e solo se A è falsa. A è preceduto dall'operatore "¬". | ¬(¬A) ⇔ A x ≠ y ⇔ ¬(x = y)                                                                    | U+00AC U+02DC                               | &not; &tilde; ~       | {\displaystyle \neg }\lnot o \neg {\displaystyle \sim }\sim                                                                                             |
| ¬ ˜ !   | non; not                                       | La proposizione ¬A è vera se e solo se A è falsa. A è preceduto dall'operatore "¬". | ¬(¬A) ⇔ A x ≠ y ⇔ ¬(x = y)                                                                    | U+00AC U+02DC                               | &not; &tilde; ~       | {\displaystyle \neg }\lnot o \neg {\displaystyle \sim }\sim                                                                                             |
| ¬ ˜ !   | logica proposizionale                          | La proposizione ¬A è vera se e solo se A è falsa. A è preceduto dall'operatore "¬". | ¬(¬A) ⇔ A x ≠ y ⇔ ¬(x = y)                                                                    | U+00AC U+02DC                               | &not; &tilde; ~       | {\displaystyle \neg }\lnot o \neg {\displaystyle \sim }\sim                                                                                             |
| ∧ • &   | congiunzione logica                            | La proposizione A ∧ B è vera se A e B sono entrambe vere; altrimenti, è falsa | n < 4 ∧ n >2 ⇔ n = 3 dove n è un numero naturale.                                             | U+2227 U+0026                               | &and; &amp;           | {\displaystyle \wedge }\wedge o \land {\displaystyle \&}\&                                                                                              |
| ∧ • &   | e; and                                         | La proposizione A ∧ B è vera se A e B sono entrambe vere; altrimenti, è falsa | n < 4 ∧ n >2 ⇔ n = 3 dove n è un numero naturale.                                             | U+2227 U+0026                               | &and; &amp;           | {\displaystyle \wedge }\wedge o \land {\displaystyle \&}\&                                                                                              |
| ∧ • &   | logica proposizionale, Algebra booleana        | La proposizione A ∧ B è vera se A e B sono entrambe vere; altrimenti, è falsa | n < 4 ∧ n >2 ⇔ n = 3 dove n è un numero naturale.                                             | U+2227 U+0026                               | &and; &amp;           | {\displaystyle \wedge }\wedge o \land {\displaystyle \&}\&                                                                                              |
| ∨ + ǀǀ  | disgiunzione logica                            | La proposizione A ∨ B è vera se A, B o d'entrambe sono vere; se entrambe sono false, La proposizione è falsa. | n ≥ 4 ∨ n ≤ 2 ⇔ n ≠ 3 dove n è un numero naturale.                                            | U+2228                                      | &or;                  | {\displaystyle \lor }\lor o \vee |
| ∨ + ǀǀ  | oppure, o, or                                  | La proposizione A ∨ B è vera se A, B o d'entrambe sono vere; se entrambe sono false, La proposizione è falsa. | n ≥ 4 ∨ n ≤ 2 ⇔ n ≠ 3 dove n è un numero naturale.                                            | U+2228                                      | &or;                  | {\displaystyle \lor }\lor o \vee |
| ∨ + ǀǀ  | logica proposizionale, Algebra booleana        | La proposizione A ∨ B è vera se A, B o d'entrambe sono vere; se entrambe sono false, La proposizione è falsa. | n ≥ 4 ∨ n ≤ 2 ⇔ n ≠ 3 dove n è un numero naturale.                                            | U+2228                                      | &or;                  | {\displaystyle \lor }\lor o \vee |
| ⊕ ⊻     | disgiunzione esclusiva                         | La proposizione A ⊕ B è vera se A o B (non entrambe) sono vere. A ⊻ B ha lo stesso significato. | (¬A) ⊕ A è sempre vera, A ⊕ A è sempre falsa.                                                 | U+2295 U+22BB                               | &oplus;               | {\displaystyle \oplus }\oplus {\displaystyle \veebar }\veebar                                                                                           |
| ⊕ ⊻     | o; xor                                         | La proposizione A ⊕ B è vera se A o B (non entrambe) sono vere. A ⊻ B ha lo stesso significato. | (¬A) ⊕ A è sempre vera, A ⊕ A è sempre falsa.                                                 | U+2295 U+22BB                               | &oplus;               | {\displaystyle \oplus }\oplus {\displaystyle \veebar }\veebar                                                                                           |
| ⊕ ⊻     | logica proposizionale, Algebra booleana        | La proposizione A ⊕ B è vera se A o B (non entrambe) sono vere. A ⊻ B ha lo stesso significato. | (¬A) ⊕ A è sempre vera, A ⊕ A è sempre falsa.                                                 | U+2295 U+22BB                               | &oplus;               | {\displaystyle \oplus }\oplus {\displaystyle \veebar }\veebar                                                                                           |
| ⊤ T 1   | Tautologia                                     | La proposizione ⊤ è sempre vera. | A ⇒ ⊤ è sempre vera.                                                                          | U+22A4                                      | T                     | {\displaystyle \top }\top |
| ⊤ T 1   | vero                                           | La proposizione ⊤ è sempre vera. | A ⇒ ⊤ è sempre vera.                                                                          | U+22A4                                      | T                     | {\displaystyle \top }\top |
| ⊤ T 1   | logica proposizionale, Algebra booleana        | La proposizione ⊤ è sempre vera. | A ⇒ ⊤ è sempre vera.                                                                          | U+22A4                                      | T                     | {\displaystyle \top }\top |
| ⊥ F 0   | Contraddizione                                 | La proposizione ⊥ è sempre falsa. | ⊥ ⇒ A è sempre falsa.                                                                         | U+22A5                                      | &perp; F              | {\displaystyle \bot }\bot |
| ⊥ F 0   | falso, falsità                                 | La proposizione ⊥ è sempre falsa. | ⊥ ⇒ A è sempre falsa.                                                                         | U+22A5                                      | &perp; F              | {\displaystyle \bot }\bot |
| ⊥ F 0   | logica proposizionale, Algebra booleana        | La proposizione ⊥ è sempre falsa. | ⊥ ⇒ A è sempre falsa.                                                                         | U+22A5                                      | &perp; F              | {\displaystyle \bot }\bot |
| ∀ ()    | quantificatore universale                      | ∀ x: P(x) or (x) P(x) significa che P(x) è vero per ogni x. | ∀ n ∈ ℕ: n2 ≥ n.                                                                              | U+2200                                      | &per ogni;            | {\displaystyle \forall }\forall |
| ∀ ()    | per tutti; per ogni                            | ∀ x: P(x) or (x) P(x) significa che P(x) è vero per ogni x. | ∀ n ∈ ℕ: n2 ≥ n.                                                                              | U+2200                                      | &per ogni;            | {\displaystyle \forall }\forall |
| ∀ ()    | teoria del primo ordine                        | ∀ x: P(x) or (x) P(x) significa che P(x) è vero per ogni x. | ∀ n ∈ ℕ: n2 ≥ n.                                                                              | U+2200                                      | &per ogni;            | {\displaystyle \forall }\forall |
| ∃       | quantificatore esistenziale                    | ∃ x: P(x) significa che esiste almeno un x tale che P(x) è vera. | ∃ n ∈ ℕ: n è un numero naturale.                                                              | U+2203                                      | &exist;               | {\displaystyle \exists }\exists |
| ∃       | esiste (almeno)                                | ∃ x: P(x) significa che esiste almeno un x tale che P(x) è vera. | ∃ n ∈ ℕ: n è un numero naturale.                                                              | U+2203                                      | &exist;               | {\displaystyle \exists }\exists |
| ∃       | teoria del primo ordine                        | ∃ x: P(x) significa che esiste almeno un x tale che P(x) è vera. | ∃ n ∈ ℕ: n è un numero naturale.                                                              | U+2203                                      | &exist;               | {\displaystyle \exists }\exists |
| ∃!      | quantificatore esistenziale di unicità         | ∃! x: P(x) significa che esiste uno ed un solo x tale che P(x) è vera. | ∃! n ∈ ℕ: n + 5 = 2n.                                                                         | U+2203 U+0021                               | &exist; !             | {\displaystyle \exists !}\exists ! |
| ∃!      | esiste uno e uno solo                          | ∃! x: P(x) significa che esiste uno ed un solo x tale che P(x) è vera. | ∃! n ∈ ℕ: n + 5 = 2n.                                                                         | U+2203 U+0021                               | &exist; !             | {\displaystyle \exists !}\exists ! |
| ∃!      | teoria del primo ordine                        | ∃! x: P(x) significa che esiste uno ed un solo x tale che P(x) è vera. | ∃! n ∈ ℕ: n + 5 = 2n.                                                                         | U+2203 U+0021                               | &exist; !             | {\displaystyle \exists !}\exists ! |
| := ≡ :⇔ | definizione                                    | x := y or x ≡ y significa che x è definito come un altro nome per y (ma può significare anche altre cose, come la congruenza logica). P :⇔ Q P significa che ‘'P’' è logicamente equivalente per definizione a Q.                                                                          | cosh x := (1/2)(exp x + exp (−x)) A XOR B :⇔ (A ∨ B) ∧ ¬(A ∧ B)                               | U+2254 (U+003A U+003D) U+2261 U+003A U+229C | := : &equiv; &hArr;   | {\displaystyle :=}:= {\displaystyle \equiv }\equiv {\displaystyle :\Leftrightarrow }:\Leftrightarrow                                                    |
| := ≡ :⇔ | è definita come                                | x := y or x ≡ y significa che x è definito come un altro nome per y (ma può significare anche altre cose, come la congruenza logica). P :⇔ Q P significa che ‘'P’' è logicamente equivalente per definizione a Q.                                                                          | cosh x := (1/2)(exp x + exp (−x)) A XOR B :⇔ (A ∨ B) ∧ ¬(A ∧ B)                               | U+2254 (U+003A U+003D) U+2261 U+003A U+229C | := : &equiv; &hArr;   | {\displaystyle :=}:= {\displaystyle \equiv }\equiv {\displaystyle :\Leftrightarrow }:\Leftrightarrow                                                    |
| := ≡ :⇔ | everywhere                                     | x := y or x ≡ y significa che x è definito come un altro nome per y (ma può significare anche altre cose, come la congruenza logica). P :⇔ Q P significa che ‘'P’' è logicamente equivalente per definizione a Q.                                                                          | cosh x := (1/2)(exp x + exp (−x)) A XOR B :⇔ (A ∨ B) ∧ ¬(A ∧ B)                               | U+2254 (U+003A U+003D) U+2261 U+003A U+229C | := : &equiv; &hArr;   | {\displaystyle :=}:= {\displaystyle \equiv }\equiv {\displaystyle :\Leftrightarrow }:\Leftrightarrow                                                    |
| ( )     | raggruppamento di precedenza                   | Le operazioni indicate tra parentesi si svolgono per prime | (8 ÷ 4) ÷ 2 = 2 ÷ 2 = 1, but 8 ÷ (4 ÷ 2) = 8 ÷ 2 = 4.                                         | U+0028 U+0029                               | ( )                   | {\displaystyle (~)} ( ) |
| ( )     | parentesi                                      | Le operazioni indicate tra parentesi si svolgono per prime | (8 ÷ 4) ÷ 2 = 2 ÷ 2 = 1, but 8 ÷ (4 ÷ 2) = 8 ÷ 2 = 4.                                         | U+0028 U+0029                               | ( )                   | {\displaystyle (~)} ( ) |
| ( )     | everywhere                                     | Le operazioni indicate tra parentesi si svolgono per prime | (8 ÷ 4) ÷ 2 = 2 ÷ 2 = 1, but 8 ÷ (4 ÷ 2) = 8 ÷ 2 = 4.                                         | U+0028 U+0029                               | ( )                   | {\displaystyle (~)} ( ) |
| ⊢       | Turnstile                                      | x ⊢ y significa che y può essere provato a partire da x (in un qualche specifico sistema formale). | A → B ⊢ ¬B → ¬A                                                                               | U+22A2                                      | &#8866;               | {\displaystyle \vdash }\vdash |
| ⊢       | deducibile                                     | x ⊢ y significa che y può essere provato a partire da x (in un qualche specifico sistema formale). | A → B ⊢ ¬B → ¬A                                                                               | U+22A2                                      | &#8866;               | {\displaystyle \vdash }\vdash |
| ⊢       | logica proposizionale, teoria del primo ordine | x ⊢ y significa che y può essere provato a partire da x (in un qualche specifico sistema formale). | A → B ⊢ ¬B → ¬A                                                                               | U+22A2                                      | &#8866;               | {\displaystyle \vdash }\vdash |
| ⊨       | Doppio turnstile                               | x ⊨ y significa che x semanticamente implica y | A → B ⊨ ¬B → ¬A                                                                               | U+22A8                                      | &#8872;               | {\displaystyle \vDash }\vDash |
| ⊨       | conseguenza logica                             | x ⊨ y significa che x semanticamente implica y | A → B ⊨ ¬B → ¬A                                                                               | U+22A8                                      | &#8872;               | {\displaystyle \vDash }\vDash |
| ⊨       | logica proposizionale, teoria del primo ordine | x ⊨ y significa che x semanticamente implica y | A → B ⊨ ¬B → ¬A                                                                               | U+22A8                                      | &#8872;               | {\displaystyle \vDash }\vDash |